# 村瀬克輝
村瀬 克輝（むらせ かつき、2月22日 - ）は、日本の男性イベント・ブライダルプロデューサー、ナレーター、声優、司会。東京都出身。

## 来歴・人物
- 本職はイベントプロデュースと兼任の司会業に加え、CMや洋画予告と各テレビ局の各種宣伝告知のナレーションなどであるが、『マジカノ』で監督を務めた岸誠二の誘いにより劇中に流れる通販CMのナレーターや、ヒロインの魔宮あゆみの父役でアニメ声優デビューを果たす。
- 司会、ナレーターになる前はホテルの料理人、広告代理店のイラストレーターであった過去がある。パーティーやイベントの企画や演出も始めプロデューサーになってからは藤田観光グループホテルと企画として社外契約。声優、ナレーターはフリーで活動。2017年まで東京ベイ有明ワシントンホテルの代表統括プロデューサーを務めた[2]。現場主義で司会のほか他の活動も継続。イラストの腕前は『マジカノ』DVD5巻特典映像にてゲスト出演した際に描いて披露した。アメリカンなハイテンションナレーション通販の先駆者。
- 調理師免許やバーテンダーの資格所持。ジャグリングショースタイルのフレアカクテルも披露する。
- 司会業を始めるに至ったきっかけは、広告代理店でイベント制作も行っていた際に司会の都合がつかず、場の流れにより行った所、その現場にプロダクション関係者が居合わせてスカウトされた。
- 身長は186cmで、『瀬戸の花嫁OVA』の特典映像によると、声優界では高身長に入るとのこと。

- 『父は鉄人28号の大ファン、コレクターで。作者横山光輝先生のペンネームから「輝」を音読みで、絵とサインの横へ書かれた孔子の「克己復礼を仁となす」から「克」を訓読みで息子にいただくほど。そして名前の候補には「正太郎」だけでなく「29号」も候補だったと聞いた時は震えましたけどね』とTwitterでフォロワーに語っている。

### 声優業に関して
- 司会業に合わせてナレーターも始めて十数年後、岸監督に声優の仕事に誘われた。一度は断るも、ホテルに岸監督からの直筆の手紙が届けられた事に感動して引き受ける事を決意したとの事。
- イベントプロデューサー、司会として活動しているにもかかわらず、学生時代は学芸会すら逃げていたとの事。
- 『マジカノ』通販ナレーションは全て台本を書き換えたアドリブで演じ、絵やテロップは後から付いたらしい。
  - あゆみの父役はナレーター役としてお呼びがかかった当初には聞かされておらず、冗談っぽく「演技なんか出来ないのに騙された」と語っている。通販は村瀬のキャラから岸監督が思いついたコーナーだったが後に岸作品の代名詞になる。
  - 声優業としては最初「終わったらさっさと帰りたい」と思っていたが、岸監督と周囲のスタッフや共演者らに感化されるように、回を追う毎にアニメ制作に対する情熱が深まり、最終回を迎えた時は「時間が止まって欲しい」と言うまでに至ったと語る。
- 声優業の第2作目、『財前丈太郎』では予告ナレーションとして起用。岸が手掛けた作品ではないが、スタッフや声優に岸監督作品との共通人物が多い作品である。
- 第3作目は再び岸監督が手掛ける『ギャラクシーエンジェる〜ん』では自ら「友情出演」の形で登板し、ガレット男爵執事役で出演。
- 第4作目も岸監督が手掛ける『瀬戸の花嫁』。
  - 主人公の良き理解者である「政」を演じる。アニメオリジナルの劇中通販番組『ギョパネット瀬戸内』の司会を担当。宣伝の為コスプレすると政のままで中の人でなく同じ人と呼ばれた。
  - リアルなフィギュア造りの趣味を持つ。瀬戸の花嫁放映中、既存のフィギュアをベースに主要全キャラクターを制作した。
  - また人気投票で総合で両ヒロインに次ぎ三位、男性キャラでは一位になった。
  - 2007年3月に開催された『GONZOFESTA・2007』にて上映されたコスプレ主演コント映像は、自ら脚本・絵コンテ・演出を務めた。その映像は瀬戸の花嫁オフィシャルサイト動画コンテンツにて公開された。
  - ファンブックでは実録漫画を描いた。歌謡全集仁侠編では二曲歌っている。ダンディキャラでは史上初実写ピンナップや等身大抱き枕にもなった。
  - 2007年12月末、プロデュースしている有明ワシントンホテルにて、桃井はるこのファンクラブイベントが行われた際、飛び入りゲストとして参加。
- 2010年1月11日横浜BLITZの『瀬戸の花嫁』スペシャルイベントで司会と歌で出演し、ファンと監督や関係者に感謝を伝え、1月14日、ニコニコ動画生放送『とりあえず生中（2杯目）木曜日』へのゲスト出演の際に、本業の多忙を理由に年内での声優活動休止を発表した。ただし、『天体戦士サンレッド第2期』などの収録済みのものに関しては、出演を継続するとのこと。そして、同生放送で「本業で結果を残したら、また戻ってくる」というコメントを残し、声優業への復帰を誓った。
- 2011年7月期に放送の『神様ドォルズ』に出演。同作も監督は岸である。
- 2012年1月から放送の『妖狐×僕SS』に出演。本作は岸と繋がりの深い飯田里樹が音響監督を務めている。

## 出演作品

### テレビアニメ
- マジカノ（2006年）通販アナウンサー、ナレーション、魔宮あゆみ父
- 内閣権力犯罪強制取締官 財前丈太郎（2006年）予告ナレーション、小隊長
- ギャラクシーエンジェる〜ん（2006年）友情出演・ガレット男爵執事
- 瀬戸の花嫁（2007年）政
- 天体戦士サンレッド（2008年 - 2009年）タレミミ先輩
  - 天体戦士サンレッド（第2期）（2009年 - 2010年）タレミミ先輩、ヨロイジシ、ベルムス、山根あおおに 他
- 神様ドォルズ（2011年）日向勾司朗
- 妖狐×僕SS（2012年）河住丈太郎
- ハマトラ（2014年）スリー[3]
  - Re:␣ ハマトラ（2014年）スリー[4]
- 人生相談テレビアニメーション「人生」（2014年）社長
- 暗殺教室（2015年）グリップ
- 戦刻ナイトブラッド（2017年）ナレーション、大厄魔
- 刀使ノ巫女（2018年）柴田
- ラディアン（2018年 - 2019年）コンラッド・ド・マルブール[5]

### OVA
- 瀬戸の花嫁OVA（2008年・2009年）政
  - 特典映像 瀬戸の花嫁政外伝
- 瀬戸の花嫁　否苦炒亜怒羅魔 極道の妻 KEJIME（2010年、政）

### Webアニメ
- ケンガンアシュラ（茂吉・ロビンソン[6]）

### ゲーム
- ハマトラ Look at Smoking World（2014年）スリー[7]

### ドラマCD
- 瀬戸の花嫁シリーズ（政）

### 吹き替え
- シャレード（PD版DVD）（ピーター〈ケーリー・グラント〉）

### その他
- 東京ディズニーランドパレードナレーション
- FIFAワールドカップTVCM